# Langsdorf (Lich)
Langsdorf is een plaats in de Duitse gemeente Lich, deelstaat Hessen, en telt 1284 inwoners.